# Nupi Lan
 (avril 2023).
Les Nupi Lan sont deux manifestations des femmes ayant eu lieu à Manipur, en Inde britannique, contre les autorités coloniales. Le premier Nupi Lan a eu lieu en 1904, en réponse à un ordre des autorités coloniales d'envoyer des hommes Manipuri dans la vallée de Kabaw pour chercher du bois pour reconstruire le bungalow de l'agent de police de l'époque. Le deuxième Nupi Lan éclata en 1939 en réponse aux exportations de riz au cours de la Seconde Guerre mondiale.

## Premier Nupi Lan

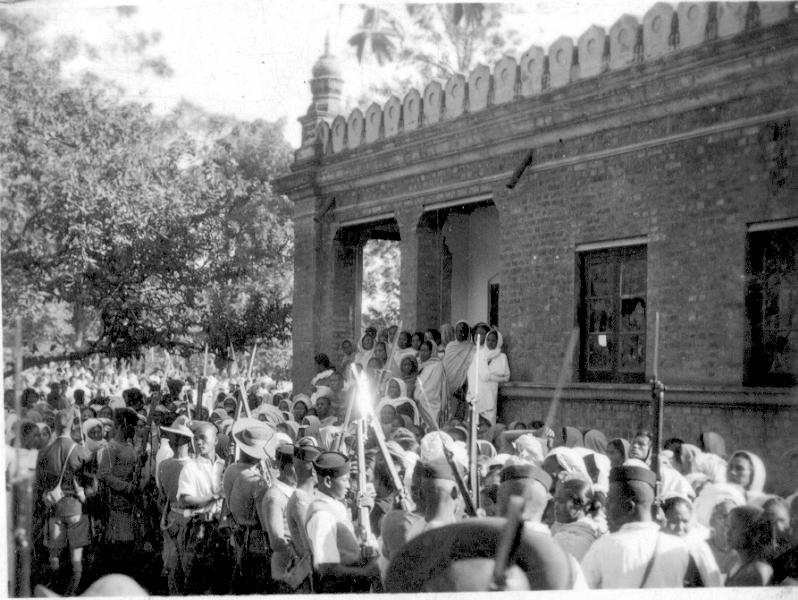
Un Nupi Lan à Manipur contre la domination coloniale britannique c. 1904.

Le premier Nupi Lan qui a éclaté en 1904 était contre l'ordre des autorités coloniales britanniques d'envoyer des hommes du Manipur, dans la vallée de Kabaw, pour chercher du bois pour reconstruire le bungalow de l'agent de police de l'époque après qu'il a été ravagé par un incendie. Il a été attisé par les héritiers apparents de l'ancienne famille régnante qui a détesté le choix de Meidingngu Churachand comme roi du Manipur. Ils ont persuadé les femmes de Manipur de résister à l'ordre du gouvernement colonial britannique de ressusciter le Lalup (travail forcé des hommes de la société). La lutte à laquelle ont participé plus de 5 000 femmes a duré une semaine. Bien que les autorités britanniques aient finalement réussi à réprimer le soulèvement, elles ont été contraintes d'annuler l'ordre.

## Deuxième Nupi Lan
Le deuxième Nupi Lan a été provoqué par l'exportation sans discernement de riz du Manipur par les hommes d'affaires de Marwari avec le soutien du gouvernement colonial. Cela a donné lieu à une situation de famine à Manipur, alors que c'était le temps de la moisson. Bien que le mouvement ait commencé comme une agitation des femmes de Manipur contre les politiques économiques et administratives du Manipur Maharaja et de l'agent politique M. Grimson du gouvernement britannique, il s'est transformé en un mouvement pour la constitution et l'administration réforme à Manipur.
Lorsque les femmes de Manipur — qui jouaient un rôle décisif dans l'économie agraire de la région — sont descendues en légion contre la politique britannique d'exportation massive de riz, les autorités ont réagi en déployant des forces militaires et policières contre les femmes désarmées manifestant. Elles se sont battues vaillamment contre la politique britannique et quelques-unes d'entre elles ont perdu la vie dans l'agitation. La lutte a duré plusieurs mois mais a disparu après le déclenchement de la Seconde Guerre mondiale.

## Importance
Les historiens pensent que le mouvement Nupi Lan a largement contribué à la création de Manipur moderne. Premièrement, il a semé les graines de réformes économiques et politiques. Deuxièmement, ce fut un tournant dans la vie politique de dirigeants comme Hijam Irabot dont l'objectif principal avait, jusque-là, été les réformes sociales. Irabot est devenu plus tard un communiste et a fondé le Parti communiste à Manipur.